# Plectrocnemia laetabilis
Plectrocnemia laetabilis är en nattsländeart som beskrevs av Mclachlan 1880. Plectrocnemia laetabilis ingår i släktet Plectrocnemia och familjen fångstnätnattsländor. Inga underarter finns listade i Catalogue of Life.